# Beiburg
Die Beiburg, auch Beiberg genannt, ist eine abgegangene Höhenburg auf der Höhe über dem Körschtal im Flurbereich „Beiberg“ 2000 m westnordwestlich vom Plieningen, einem heutigen Stadtteil von Stuttgart in Baden-Württemberg.
Von der nicht mehr genau lokalisierbaren Burganlage ist nichts erhalten.